# Ель-Масдур
Ель-Масдур — місто в Тунісі у регіоні Сахель. Входить до складу вілаєту Монастір. Знаходиться за 20 км на захід від Монастіра. Станом на 2004 рік тут проживало 3 876 осіб.
| Туніс | Це незавершена стаття з географії Тунісу. Ви можете допомогти проєкту, виправивши або дописавши її. |